# Grenzübergang Jarinje
Koordinaten: 43° 13′ 7,1″ N, 20° 41′ 29,6″ O
Der Grenzübergang Jarinje (albanisch Vendkalimi kufitar Jarinja,
serbisch Гранични прелаз Јариње Granični prelaz Jarinje) befindet sich im Norden des Kosovo und verbindet diesen mit Serbien. Er liegt an der Hauptverkehrsstraße nach Raška nordwestlich des Dorfes Jarinje am nördlichen Rand der Großgemeinde Leposavić im mehrheitlich von Serben bewohnten Nordkosovo. Seit der Unabhängigkeitserklärung des Kosovo im Februar 2008 war der Grenzposten mehrmals Schauplatz gewaltsamer Auseinandersetzungen zwischen Serben und Kosovo-Albanern. Aus Sicht Serbiens handelt es sich nicht um einen internationalen Grenzübergang, sondern lediglich um einen polizeilichen Kontrollpunkt innerhalb Serbiens (serbisch Административни прелаз Јариње Administrativni prelaz Jarinje).

## Geschichte

### Unruhen 2008
Das im Flusstal des Ibar an einer Magistralstraße gelegene Dorf Jarinje ist seit der Unabhängigkeitserklärung des Kosovo am 17. Februar 2008 ein Grenzübergang zwischen Serbien und Kosovo. Unmittelbar nach der Unabhängigkeitserklärung kam es in Jarinje wie an der Grenzstation in Brnjak zu Unruhen, bei denen in Nordkosovo lebende Serben den Grenzposten stürmten und in Brand setzten. Erst die Übernahme des Postens durch NATO-Truppen konnte die Unruhen beenden.  Unter Aufsicht der europäischen Mission EULEX wurde der Grenzübergang Jarinje wieder unter serbische Kontrolle gestellt und von im Nordkosovo ansässigen Serben im Dienst der Kosovo-Polizei betrieben.

#### Übernahmeversuch
In der Nacht vom 25. auf den 26. Juli 2011 sollten kosovarische Sonderpolizeitruppen den Kontrollpunkt im Auftrag der Regierung des Kosovo besetzen, um die „gesetzliche Ordnung“ wiederherzustellen. Hintergrund war ein Konflikt um Importverbote zwischen Serbien und dem Kosovo. Einzig am Grenzübergang Jarinje setzten kontrollierende Serben das Grenzverbot jedoch nicht durch und ließen weiterhin serbische Waren in den Kosovo passieren. Die daraufhin entsandte kosovarische Sonderpolizeieinheit wurde von Serben, die offensichtlich vorgewarnt worden waren, mit Straßensperren auf der Straße Pristina-Kraljevo-Belgrad aufgehalten. Es kam zu Auseinandersetzungen, in deren Verlauf ein Polizist der Sondereinheit ums Leben kam. Einheiten der internationalen Schutztruppe KFOR sicherten daraufhin die Grenzübergänge. Im Norden des Kosovo zogen Soldaten auf, um eine Eskalation der Gewalt zu vermeiden.

#### Verhandlungen
Es folgten Verhandlungen zwischen den Parteien, die nach Angaben der KFOR mit einer Einigung endeten, die drei Punkte umfasste:
- Rückkehr der Sonderpolizei in den Südkosovo
- Auflösung aller Straßensperren
- Der Zollposten Jarinje wird von serbischen und albanischen Kosovo-Polizisten betrieben.

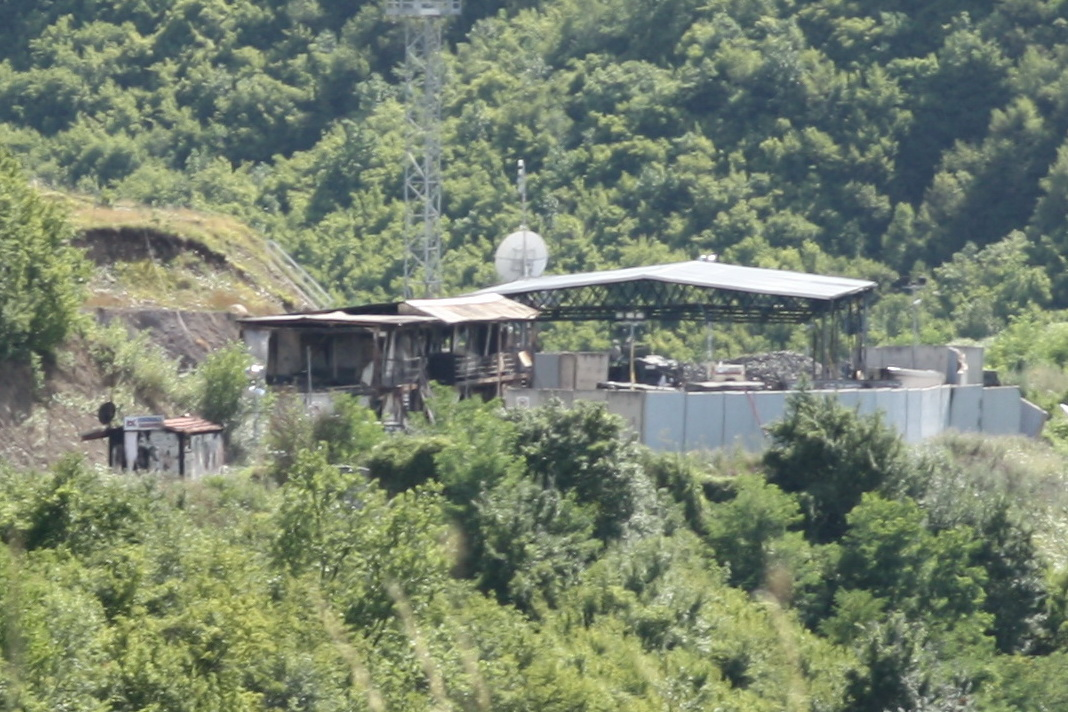
Der niedergebrannte Grenzübergang am 29. Juli 2011

Am Abend des 27. Juli 2011 stürmten ungefähr 50 maskierte Serben, die das Verhandlungsergebnis ablehnten, den Grenzübergang Jarinje und legten Feuer. Etwa 25 Zollbeamte und Polizisten, darunter auch Vertreter von EULEX, flüchteten nach Serbien. Die Angreifer attackierten auch einen KFOR-Posten in der Umgebung. Es wurden Schüsse auf NATO-Soldaten am Grenzposten und auf einen ihrer Hubschrauber abgegeben.
Der kosovarische Regierungschef Hashim Thaçi beschuldigte noch am gleichen Tag die serbische Regierung, die gewaltsamen Ausschreitungen angeordnet zu haben. KFOR verlegte Einheiten in die Region und übernahm die Kontrolle über den gesamten Nordkosovo. Der serbische Regierungschef Boris Tadić rief die Bevölkerung zur Ruhe auf und betonte, dass die Gewalt den Interessen Serbiens schaden würde. Er bezeichnete die Angreifer als „Hooligans“. Serbien stellte außerdem einen Antrag an den UN-Sicherheitsrat, der die Übernahme der Zollstationen durch die kosovarische Polizei verurteilen soll.
Angesichts der Situation in Nordkosovo forderte KFOR eine Verstärkung der Schutztruppe an die daraufhin um rund 700 Soldaten erweitert wurde.
Am Morgen des 16. September 2011 übernahmen Beamte der Eulex den Grenzübergang. Wegen der vielen Barrikaden wurden sie per Helikopter eingeflogen. In der Folge war der Übergang zwar offiziell geöffnet, aber wegen der Sperren für Fahrzeuge de facto nicht zu passieren.

#### Räumungsversuch
Am Abend des 26. September 2011 räumte die KFOR eine Sperre an der Zufahrtsstraße, woraufhin sofort eine neue Sperre in der Nähe errichtet wurde. Am Morgen darauf, dem 27. September, schloss die KFOR einen illegalen Übergang nahe dem Grenzübergang Jarinje. Dabei wurde Tränengas eingesetzt, ein ortsansässiger Serbe verletzt und vier weitere festgenommen. Nach Angaben der Bundeswehr wurden bei dem Einsatz acht KFOR-Angehörige verletzt. Die Demonstranten sollen Sprengkörper benutzt und einem Soldaten eine Handfeuerwaffe entwendet haben. Daraufhin gab die KFOR Warnschüsse ab. Nach dem Zwischenfall hat Serbien die von der Europäischen Union unterstützten Verhandlungen mit dem Kosovo bis auf weiteres abgesagt.
Kurz nach den Vorfällen errichteten Aktivisten abermals Straßensperren. Laut serbischen Medien war der Grenzübergang am 2. Oktober von der Umwelt abgeschnitten.

#### Räumung einiger Barrikaden
Am 27. Oktober teilte der Bürgermeister der Großgemeinde Zubin Potok, Slavisa Ristic, mit, dass einige Barrikaden zu dem Grenzübergängen Jarinje und Brnjak geräumt wurden um der KFOR den Zugang zur Versorgung ihrer Soldaten zu ermöglichen. Die Durchfahrt sei aber für Beamte der EULEX weiterhin verboten.

#### Sperre alternativer Straßen
Am 4. April 2012 gab die KFOR bekannt, dass sie vom NATO-Kommando in Neapel den Befehl bekommen hat, die alternativen Straßen bei den Grenzübergängen Brnjak und Jarinje zu sperren, um den illegalen Grenzverkehr zu stoppen.

#### Einigung
Seit dem 2. Dezember protestierte eine Gruppe von Serben am Grenzübergang Jarinje gegen die „Einführung der Grenze zum Mutterland“.
In der Nacht vom 4. auf den 5. Dezember 2012 gab Catherine Ashton bekannt, dass sich Ivica Dačić und Hashim Thaçi in der dritten Gesprächsrunde des Zollkonflikts auf gemeinsame Grenzposten geeinigt haben. Der Grenzübergang Jarinje und die Grenzübergänge in  Končulj, Merdare, und Brnjak sollten bis Jahresende gemeinsam von der serbischen, der kosovarischen Polizei und Eulex verwaltet werden. In Jarinje und Merdare sollten die gemeinsamen Kontrollen schon am 10. Dezember starten.

#### Blockade März 2013
Am 31. März 2013 blockierten Demonstranten den Grenzübergang erneut. Die Teilnehmer erklärten, dass dies als Warnung an die serbische Regierung geschah. Diese sollte damit von zu großen Kompromissen bei einem Verhandlungstreffen zwischen den Regierungschefs Serbiens und des Kosovo, Ivica Dačić und Hashim Thaçi, tags darauf abgehalten werden.